# Volodîmîrivka, Karlivka
Volodîmîrivka (în ucraineană Володимирівка) este un sat în comuna Maksîmivka din raionul Karlivka, regiunea Poltava, Ucraina.

## Demografie
Componența lingvistică a localității Volodîmîrivka
     Ucraineană (96,38%)
     Rusă (2,96%)
     Alte limbi (0,33%)
Conform recensământului din 2001, majoritatea populației localității Volodîmîrivka era vorbitoare de ucraineană (96,38%), existând în minoritate și vorbitori de rusă (2,96%).